# Diplocentrus cueva
Espèce
Diplocentrus cueva est une espèce de scorpions de la famille des Diplocentridae.

## Distribution
Cette espèce est endémique de l'État d'Oaxaca au Mexique. Elle se rencontre à Acatlán de Pérez Figueroa dans la grotte Cueva Desapareciendo.

## Description
Le mâle holotype mesure 80,40 mm.

## Étymologie
Son nom d'espèce lui a été donné en référence au lieu de sa découverte, une grotte.

## Publication originale
- Francke, 1978 : New troglobite scorpion of genus Diplocentrus (Scorpionida: Diplocentridae). Entomological News, vol. 89, no 1/2, p. 39-45 (texte intégral).